# Irma Testa
Pour les articles homonymes, voir Testa.
Irma Testa est une boxeuse italienne née le 28 décembre 1997 à Torre Annunziata.

## Carrière
Irma Testa remporte la médaille d'argent dans la catégorie des moins de 51 kg aux Jeux olympiques de la jeunesse de 2014 à Nankin.
En 2015, elle remporte les championnats du monde juniors à Taipei. En avril 2016, elle se qualifie pour participer aux Jeux olympiques de Rio, devenant la première boxeuse italienne à participer à des Jeux. Elle est championne d'Europe à Alcobendas en 2019 dans la catégorie des poids plumes.
Elle remporte la médaille de bronze dans la catégories des poids plumes aux Jeux olympiques d'été de 2020 à Tokyo.
En décembre 2021 elle fait un coming out et révèle être queer sans vouloir mettre d'étiquette sur son orientation sexuelle,,.
Elle est médaillée d'argent dans la catégorie des poids plumes aux championnats du monde d'Istanbul en 2022 avant d'être médaillée d'or aux championnats du monde de New Delhi en 2023.
Elle est médaillée de bronze dans la catégorie des poids plumes aux Jeux européens de 2023 à Nowy Targ, battue en demi-finales par la Bulgare Svetlana Kameno Staneva .